# Quaderni Piacentini
Тетради Пьячентини (итал. Quaderni Piacentini) — итальянский левый журнал по проблемам политики и культуры, существовавший в 1962—1984 гг. Создан как продолжение дискуссий кружка «Культурные встречи» в Пьяченце.